# Castell de Montaspre
Montaspre és un antic castell de Camarasa (Noguera) que amb el conjunt de l'església de Sant Miquel de Montaspre i l'antic despoblat forma part de l'Inventari del Patrimoni Arquitectònic de Catalunya.

## Descripció
Només se'n conserven les ruïnes a sobre d'un roquís, en posició dominant, l'accés al Montsec d'Ares al damunt de l'Ametlla. Hi ha restes d'un mur de tres plantes amb espitlleres i d'unes parets d'església romànica amb un portal a ponent, arcs de mig punt i volta de canó esfondrada amb arcs toral. Els murs són de carreus de pedra reblats.

## Història
El 1333 el castell de Montaspre fou adquirit pel monestir d'Àger mitjançant l'abat Hug a Ramon Cortit. Fins al 1806, Sant Miquel de Montaspre apareix entre les possessions de l'abadia.